# Платика
Платика је врста речне рибе која настањује области Северне и Централне Америке. Платика воли споре и топле воде. Исхрана платике укључује биљке, мале ракове, инсекте и чланковите црве. Може да порасте максимално до 6цм.

## Карактеристике
Дивља платика је жутосмеђе боје, а узгајивачи су развили доста различитих боја ове рибице (црно-бела, црвено-жута). Мала је разлика између полова. Код мужјака репно пераје је више зашиљено, а анално пераје код мужјака је еволуирало у гоноподиум који се користи у размножавању, док је код женки анално пераје лепезастог облика. Платика у себи задржава јаје и рађа живе рибице.

## У акваријуму
Платика се лако чува у води и добро се слажу у заједницама. Они преферирају воду са 7.0-8.0 pH , тврдоће 9.0-19.0°dH, и температуре од 18-25°C.
У заточеништву, они достигну зрелост за три до четири месеца, и њихово узгајање је лако, женке рађају око 20-40 младих у исто време. Млади често поједу одрасле или друге становнике једног заједничког акваријума. Платике се могу видети на око 7мм и често ће користити поклопац да се сакрију од предатора и да траже храну. Ово захтева одличан квалитет воде и мора се водити рачуна да се избегне зачепљење сифона за чишћење.
Риба која се обично продаје у продавницама кућних љубимаца није чист сој ове врсте, већ је хибрид између више врста. Боја и облик пераја варирају и могу се пронаћи у неколико различитих варијанти..